# Dichochrysa irrorella
Dichochrysa irrorella är en insektsart som först beskrevs av Navás 1936.  Dichochrysa irrorella ingår i släktet Dichochrysa och familjen guldögonsländor. Inga underarter finns listade i Catalogue of Life.